# Форт (ЗРК)
Форт, С-300Ф (експортно наименование – Риф, според класификацията на НАТО SA-N-6 Grumble (на български: Мърморя)) е съветски/руски зенитно-ракетен комплекс с морско базиране и установка за вертикален пуск, предназначен за унищожаване на високоскоростни, маневрени и маломерни цели на произволен диапазон височини от свръхмалки до големи. Главен конструктор – Титов, Евгений Афанасиевич.

## История
Създава се на основата на сухопътната ЗРС С-300П, приета на въоръжение през 1980 г. Предназначен е за въоръжение на ракетните крайцери от проектите 1144 и 1164, а също и от неосъществения проект 1165.
Главен разработчик е ВНИИ РЕ МСП (впоследствие преобразуван в НПО „Алтаир“), с главен конструктор – В. А. Букатов. Авансовият проект е изготвен през 1966 г. През 1977 г. опитен образец на този ЗРК за първи път е поставен на големият противолодъчен кораб „Азов“ от проекта 1134-Б. „Азов“ изначално се строи по модифициран проект, със замяната на кърмовата установка на ЗРК „Щорм“ с новия ЗРК. Към момента на построяването ЗРК „Форт“ все още не е готов и година кораба плава без него. В състава на опитния образец влиза пускова установка от шест барабана (всичко 48 ракети) и системата за управление 3Р41.
През 1983 г. на крайцера „Киров“ от (проекта 1144) са завършени държавните изпитания на комплекса. Официалното приемане на въоръжение е през 1984 г.

## Конструкция

### Установка за вертикален пуск
Установките за вертикален пуск на ЗРК „Форт“ са подпалубни, револверен тип. Произвеждат се в две модификации: Б-203 за шест и Б-204 за осем барабана. Всеки барабан е има по осем ракети в транспортно-пускови контейнери, които са вертикално поставени на направляващите релси. Един от барабаните винаги се намира под пусковия люк. След излизането на ракетата барабанът автоматично се завърта с 1/8 от пълния оборот и изкарва на линия за старт поредната ракета. Осигуряваният интервал на стрелба е 3 секунди. Презареждането на ПУ се осъществява от специално палубно зарядно устройство. Установките Б-203 и Б-204 заемат площад 120 и 166 квадратни метра съответно.

## Електронно оборудване
Управлението на ракетите се осъществява от СУО 3Р41, основата на която е многофункционален радар с фазирана антенна решетка. Насочването по ъгъл на елевация е електронно, по азимут – механично (със завъртане на антенния пост) и електронно (отклонение на лъча с помощта на ФАР).

## Ракети

### Старт
Пускът на ракетата се осъществява от вертикално разположен транспортно-пусков контейнер. При старта контейнерът се надува от барутен акумулатор на налягане, в резултат на което се разрушава отслабения от радиални канали композиционен покрив на контейнера. Едновременно сработва разположения вътре в контейнера катапулт, който изхвърля ракетата на височина около 20 м. Катапултът представлява пневматични цилиндри с щокове, съединени отдолу на ракетата.
След излизането от контейнера се разтварят аеродинамичните управляващи повърхности. На височина 20 м, когато скоростта на ракетата намалява до нула, се включва маршевия двигател и газодинамичните рули, които ориентират ракетата в пространството и я разгръщат по посока на целта.

### Ракета 5В55РМ
ЗУР 5В55РМ е твърдгоривна ракета с вертикален старт, изпълнена по нормална аеродинамична схема с газодинамична система за маневриране. Насочва се по целта чрез комбинирана система за управление – радиокомандна на маршевия участък и радиокомандна със съпровождане чрез ракетата на финалния. Целта се поразява от осколочно-фугасна бойна част с маса 130 кг с радиолокационен взривател.
Ракетите се съхраняват в херметични транспортно-пускови контейнери (ТПК) и се намират в подпалубни установки за вертикален пуск (УВП). Вертикалният старт на ракетата се осъществява от контейнерите чрез пневматично катапултиращо устройство. Маршевият двигател се задейства след излитането на ракетата от контейнера на височина 20 – 25 м от палубата.
Гарантира се работоспособност на ракетата в ТПК в течение на 10 години без техническо обслужване. Презареждането на УВП се осъществява с използването на палубно зарядно устройство.
Ракетата е унифицирана с ракетата 5В55Р за наземния ЗРК С-300П.

### Ракета 48Н6
На крайцера „Адмирал Нахимов“ (третият кораб от проекта 1144) е поставен усъвършенстван вариант на комплекса (С-300ФМ), в който се използва ракетата 48Н6 с бойна част насочен тип, унифицирана със сухопътния комплекс С-300ПМ. Ракетата превъзхожда по габарити 5В55РМ, за нея е разработена пусковата установка Б-203А. Ракетата 48Н6 има максимална далечина на поражение до 150 км, но съществуващата към 1993 г. система за управление допуска далечина само 93 км.
Експортният вариант на ракетата носи обозначението 48Н6Е.
Време за работа на твърдогоривния ракетен двигател – до 12 с. След ускоряване до скорост 1900 – 2100 м/с и изразходване на горивото ракетата лети по инерция.
Ракетата е разработена от НПО „Факел“ и се произвежда от ПО „Ленинградски северен завод“ и ММЗ „Авангард“.

### Ракета 48Н6E2
На крайцера „Петър Велики“ (четвъртият кораб на проекта 1144) освен модернизирания кърмов комплекс с 48 ракети 48Н6, е поставен и нов носов комплекс С-300ФМ „Форт-М“ с 48 ракети 48Н6Е2.
Ракетата 48Н6E2 е унифицирана с аналогичната ракета, използвана в наземния комплекс С-300ПМУ2. Далечната граница на зоната за поразяване е увеличена до 200 км. Повишена е ефективността на прихващане на балистични ракети с осигурено унищожаване на бойната част на целта.

### Ракета 9М96
В перспектива е възможна по-нататъшна модернизация на „Форт“ с използването на зенитни ракети от семейството 9М96 по разработка на КБ „Факел“. В стандартния транспортно-пусков контейнер ЗРК „Форт“ се намират 4 такива ракети, което увеличава боекомплекта 4-кратно.

## Недостатъци
ЗРК „Форт“ става първият в света корабен ракетен комплекс, използващ за съхранение и пуск на ракетите установка за вертикален пуск (УВП). Използването на УВП позволява значително да се увеличи темпът на стрелба (до 3 секунди за един пуск) и да се съкрати времето за подготовка на ЗРК за стрелба. Въпреки това, явните преимущества на новата система за пуск са съчетани с недомислени конструкторски решения.
Вместо разработката на установки от килиен тип (това решение се ползва от САЩ, Франция, Англия и други страни), под предлог намаляване на размерите и броя отвори в палубата е решено да се използват револверни установки. В револверната установка ракетите се намират във въртящ се барабан по 6 – 8 контейнера с ракети в един барабан, с един пусков люк на всеки барабан, за това за пуск на следващата ракета е необходимо да се завърти барабанът, за да може поредния контейнер да заеме позиция под пусковия люк. В резултат на това масата на пусковата установки, в сравнение с появилите се по-късно в САЩ килийни УВП Mk 41, се оказва при еднаква вместимост 2 – 2,5 пъти повече, а по обем – 1,5 пъти повече. В края на 1980-те години започват работи за създаване на килийни УВП, но до разпадането на СССР тези работи не са завършени.
Въртящата се част на антенния пост на СУО 3Р41 включва в себе си не само антената, но и високочестотен блок, което увеличава масата на въртящите се части до 30 т и изисква увеличаване на мощността на трансмисията му. В същото време американските конструктори при някои корабни радари с ФАР (например, AN/SPY-1) въобще се отказват от движещи се антени, пометвайки голям брой от тях на преградите на надстройките.
В резултат минималната водоизместимост на корабът-носител на ЗРК „Форт“ се оказва равно на 6500 т, и този ЗРК е наличен само на ракетните крайцери.

## Модернизация
С-300ФМ „Форт-М“ е обновената версия на системата, поставяна само на крайцерите от проект 1144 „Орлан“ (на английски: Kirov class според класификацията на НАТО) и използва ракетите 48Н6, които са представени през 1990 г. Максималната скорост на поражаваните цели е увеличена до 1800 м/с. Теглото на бойната част е увеличена до 150 кг. Радиусът на поражение е увеличен до 5 – 93 км (ракетата 48Н6 има максимална далечина на поражение до 150 км, но съществуващата към 1993 г. система за управление допуска далечина само 93 км), а диапазонът на височините е 25 м – 25 км. Новите ракети използват система за насочване чрез РЛС на ракетата и могат да приехващат балистични ракети с малък радиус на действие. Експортната версия на системата се нарича „Риф-М“. С тази система са въоръжени китайските разрушители от типа 051С.
И двете корабни системи могат да включват инфрачервена система за насочване, за да се намали уязвимостта от поставяни смущения. Също така ракетата може да унищожава цели отвъд пределамите на видимостта на радара, такита, като военни кораби или противокорабни ракети.
На крайцера „Петър Велики“, освен модернизирания кърмов комплекса за използване на ракетите 48Н6, е поставен новият носов комплекс С-300ФМ „Форт-М“ с нов антенен пост. В процеса на модернизация на комплекса „Форт-М“ на „Петър Велики“ ракетите 48Н6 са заменени с по-съвременните 48Н6Е2 с максимална далечина на полета от 200 км и подобрени характеристики за поразяване на балистични цели (ракетите са унифицирани със сухопътния комплекс С-300ПМУ2). Поради конструктивните особености новия вариант боекомплектът от ракети е намален с 2 до 46. Така крайцерът „Петър Велики“ е въоръжен с един комплекс С-300Ф с 48 ракети 48Н6 и един комплекс С-300ФМ с 46 ракети 48Н6Е2.

## Тактико-технически характеристики
В таблицата са посочени тактико-техническите характеристики на ЗРК „Форт“
| Характеристика                               | Тип ракета        | Тип ракета        | Тип ракета        |
| Характеристика                               | 5В55РМ            | 48Н6E             | 48Н6Е2            |
| -------------------------------------------- | ----------------- | ----------------- | ----------------- |
| Година на приемане на въоръжение             | 1984 г.           |                   |                   |
| Зона на поразяване по далечина (на ракетата) | 5 – 75 км         | 5 – 150 км        | 5 – 200 км        |
| Зона поражение по далечина (на ЗРК)          | 5 – 75 км         | 5 – 90 км         |                   |
| Зона на поражение по височина (на ракетата)  | 25 – 25 000 м     | 10 – 27 000 м     | 10 – 27 000 м     |
| Зона на поражение по височина (на ЗРК)       | 25 – 25 000 м     | 25 – 25 000 м     |                   |
| Скорост на полета на ЗУР                     | до 2000 м/с       | до 2100 м/с       |                   |
| Скорост на целта                             | 50 – 1300 м/с     | до 3000 м/с       |                   |
| Брой съпровождаеми цели                      | до 6              | до 6              | до 6              |
| Брой едновременно насочвани ракети           | до 12             | до 12             | до 12             |
| Насочване на маршевия участък                | радиокомандно     | радиокомандно     | радиокомандно     |
| Насочване на финалния участък                | СУ чрез ракетата  | СУ чрез ракетата  | СУ чрез ракетата  |
| Дължина ЗУР                                  | 7,25 м            | 7,5 м             | 7,5 м             |
| Диаметър на корпуса ЗУР                      | 0,508 м           | 0,519 м           | 0,519 м           |
| Размах на крилата                            | 1,124 м           | 1,134 м           | 1,134 м           |
| Маса на ЗУР                                  | 1664 кг           | 1900 кг 1800 кг   | 1840 кг           |
| Маса на бойната част                         | 130 кг            | 143 кг 145 кг     | 180 кг            |
| Тип БЧ                                       | осколочно-фугасна | осколочно-фугасна | осколочно-фугасна |
| Дължина на ТПК                               | 8,0 м             |                   |                   |
| Диаметър на ТПК                              | 1,0 м             |                   |                   |
| Маса на ТПК                                  | 2300 кг           | 2580 кг           |                   |
| Тип на двигателя                             | РДТГ              | РДТГ              | РДТГ              |
| Маса на ЗРК                                  | > 200 т \|        | > 200 т \|        | > 200 т \|        |

## Носители на комплекса
Кораби, намиращи се в строя на ВМФ на РФ и КНР:
- Крайцери проект 1144 – 12 пускови за С-300Ф (96 ракети). На „Петър Велики“ 6 пускови за С-300Ф и 6 пускови за С-300ФМ.
- Крайцери проект 1164 – 8 пускови за С-300Ф (64 ракети)
- Разрушители тип 051С – 6 пускови за С-300ФМ (48 ракети)

Кораби, извадени от състава на ВМФ на РФ:
- ГПК от проекта 1134-БФ „Форт“ – 6 пускови за С-300Ф (48 ракети)